# Melchité

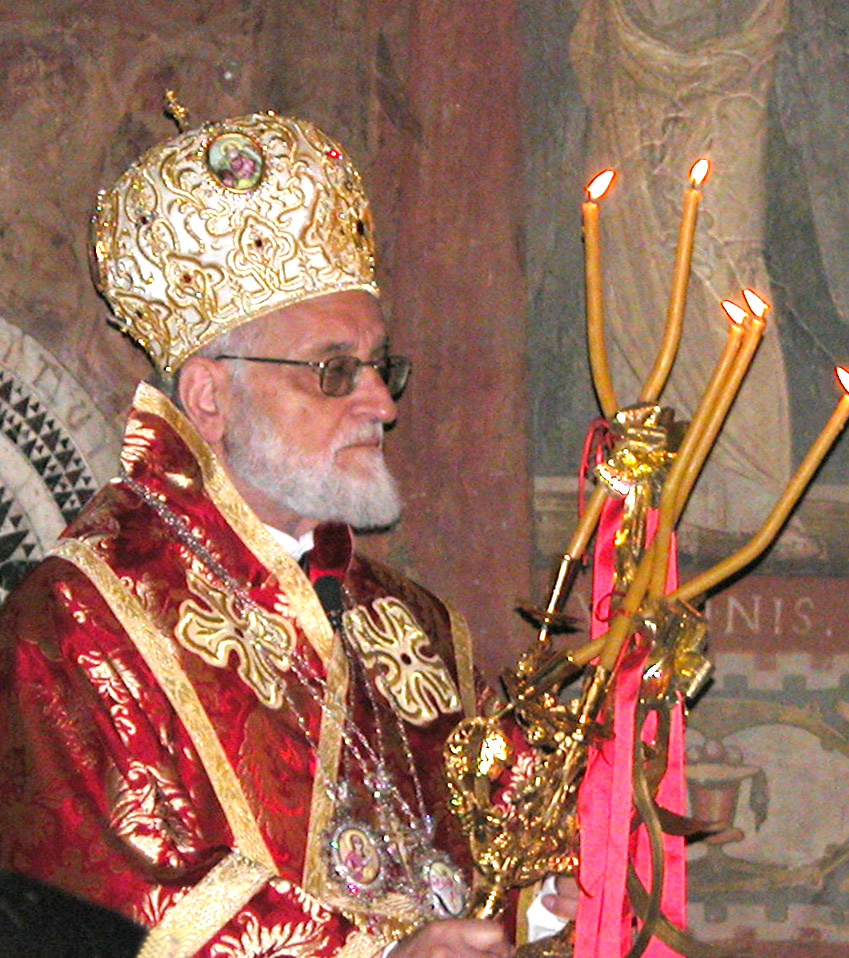
Melchitský patriarcha Gregorios III. při liturgii o Letnicích, 2008

Melchité, také melkité (doslova císařští, ze syrského ܡܠܟܝܐ – malkoyo) jsou křesťané žijící na území někdejších východořímských provincií Egypt a Sýrie, kteří na základě nařízení byzantského císaře Marciána z roku 452 na rozdíl od většinového obyvatelstva akceptovali závěry chalkedonského koncilu a zavrhli monofyzitismus. Povětšinou šlo o řeckojazyčné věřící žijící ve městech. Původně užívali antiochijský či alexandrijský ritus, později postupně přešli na byzantský ritus, který zcela převzali ve 12. století. V 18. století část melchitů vytvořila vlastní řeckokatolickou církev uznávající papežský primát a dnes jsou jako melchité označováni jen příslušníci této melchitské řeckokatolické církve, zatímco ostatní se považují za pravoslavné.